# Sardijns bruin zandoogje
Het Sardijns bruin zandoogje (Maniola nurag) is een vlinder uit de onderfamilie Satyrinae en de familie Nymphalidae (aurelia's). De wetenschappelijke naam van de soort werd gepubliceerd in 1852 door Ghiliani.
De soort komt voor in Europa.